# Accord sur les obstacles techniques au commerce
L’accord sur les obstacles techniques au commerce est un accord de libre échange de l’OMC. Il énonce des règles qui visent expressément à empêcher les obstacles techniques au commerce de devenir des obstacles non nécessaires au commerce. Or, les obstacles techniques continueraient de poser parfois de graves difficultés aux négociants et méritent que l’on s’y intéresse du point de vue de l’accès aux marchés. Cet accord vise à faire en sorte que les règlements, normes et procédures d’essai et d’homologation ne créent pas d’obstacles non nécessaires.
Toutefois, l'accord reconnaît aussi le droit des pays d'adopter les normes qu'ils jugent appropriées, par exemple pour protéger la santé et la vie des personnes et des animaux, préserver les végétaux, protéger l'environnement ou défendre d'autres intérêts des consommateurs. De plus, il n'est pas interdit aux membres d'adopter les mesures nécessaires pour veiller au respect de leurs normes. Mais ces mesures sont contrebalancées par des disciplines. L'existence d'une multitude de règlements peut être un cauchemar pour les fabricants et les exportateurs. Les choses seraient plus simples si les gouvernements appliquaient des normes internationales, comme l'accord les y encourage. En tout état de cause, les règlements adoptés ne doivent pas avoir un caractère discriminatoire.
L'accord énonce aussi un code de bonne pratique pour l'élaboration, l'adoption et l'application de normes facultatives par les gouvernements et par les organismes non gouvernementaux ou sectoriels. Plus de 200 organismes de normalisation appliquent le code.
L'accord dispose que les procédures d'évaluation de la conformité des produits avec les normes pertinentes doivent être justes et équitables. Il décourage le recours à des méthodes qui donneraient un avantage inéquitable aux produits fabriqués dans le pays. Il encourage aussi les pays à reconnaître mutuellement les procédures d'essai utilisées pour évaluer la conformité d'un produit. Faute d'une telle reconnaissance, les essais devraient peut-être être menés deux fois, d'abord par le pays exportateur, puis par le pays importateur.
Les fabricants et les exportateurs ont besoin de savoir quelles sont les normes en vigueur sur les marchés où ils cherchent à s'implanter. Pour que ces renseignements soient aisément disponibles, tous les gouvernements membres de l'OMC sont tenus d'établir des points d'information nationaux et de se tenir mutuellement informés par l'intermédiaire de l'OMC quelque 900 règlements nouveaux ou modifiés sont notifiés chaque année. Le Comité des obstacles techniques au commerce est pour les membres le principal centre d'échange de l'information et la principale enceinte où ils débattent de leurs préoccupations concernant les règlements et leur mise en œuvre.